# 오리온 (일본의 기업)
오리온 주식회사(일본어: オリオン株式会社)는 일본 굴지의 제과업체이다. 오사카부 오사카시 요도가와구에 본사가 있다.
간사이 지방을 기반으로 하는 과자 제조업체이다. 주로 알약 모양의 과자나, 1951년에 발매된 코코아 시거렛은 담배를 본뜬 과자로, 이 회사이 스테디셀러 상품이다.
공식 웹사이트와 로고를 보면 알 수 있듯, 초코파이, 포카칩 등을 만드는 한국의 오리온과는 별개의 기업이다.